# Godwin Okpara
Pour les articles homonymes, voir Okpara (homonymie).
Godwin Okpara, né le 20 septembre 1972 à Ogbaku, est un footballeur professionnel nigérian qui évoluait au poste de défenseur central. Il a été incarcéré en France pour viol sur mineure. Il a été remis en liberté après avoir purgé sa peine de dix ans de prison. Il vit aujourd'hui au Nigeria.

## Affaire judiciaire
En 2005, l'ancien joueur est écroué pour viol sur une mineure de 13 ans, Tina Okpara, qu'il avait accueillie sous couvert d'une adoption et qui lui servait d'esclave . Son procès s'est ouvert le 29 mai 2007. Le 1er juin, il est reconnu coupable et condamné pour viols répétés, à 13 ans de réclusion criminelle. Sa femme est condamnée pour viol et actes de torture et de barbarie à 15 ans de réclusion criminelle. Le 22 février 2008, la condamnation de Godwin Okpara est ramenée de 13 à 10 ans par la cour d'appel, celle de son épouse maintenue à 15 ans, en plus de leurs condamnations, une interdiction définitive du territoire français leur a été notifiée. Le pourvoi en cassation de cette dernière échoue le 10 décembre 2008, la Cour de cassation confirmant la sentence du premier jugement. Après avoir purgé sa peine en France, Godwin Okpara s’est vu notifier une obligation de quitter le territoire français (OQTF) en 2015, il sera sujet à une expulsion, un recours ayant été rejeté par le Tribunal administratif de Versailles .

## Palmarès
- Finaliste de la Coupe d'Afrique des Nations 2000 avec le Nigeria
- Vainqueur de la Coupe de la Ligue en 1997 avec le RC Strasbourg
- Finaliste de la Coupe de la Ligue en 2000 avec le Paris SG
- Vice-Champion de France en 2000 avec le PSG
- 1995 : Soulier d'ébène belge (Meilleur joueur d'origine africaine)

## Statistiques
| Saison                | Club                  | Championnat           | Championnat | Championnat | Coupe nationale | Coupe nationale | Coupe de la Ligue | Coupe de la Ligue | Compétition(s) continentale(s) | Compétition(s) continentale(s) | Compétition(s) continentale(s) | Total | Total |
| Saison                | Club                  | Division              | M.          | B.          | M.              | B.              | M.                | B.                | Comp.                          | M.                             | B.                             | M.    | B.    |
| 1991-1992             | Eendracht Alost       | Ligue Jupilier        | 30          | 1           | -               | -               | -                 | -                 | -                              | -                              | -                              | 30    | 1     |
| 1992-1993             | Eendracht Alost       | Division 2            | -           | -           | -               | -               | -                 | -                 | -                              | -                              | -                              | 0     | 0     |
| 1993-1994             | Eendracht Alost       | Division 2            | -           | -           | -               | -               | -                 | -                 | -                              | -                              | -                              | 0     | 0     |
| 1994-1995             | Eendracht Alost       | Ligue Jupilier        | 32          | 0           | -               | -               | -                 | -                 | -                              | -                              | -                              | 32    | 0     |
| 1995-1996             | Eendracht Alost       | Ligue Jupilier        | 32          | 0           | -               | -               | -                 | -                 | C3                             | 4                              | 0                              | 36    | 0     |
| 1996-1997             | RC Strasbourg         | Division 1            | 34          | 4           | 3               | 0               | 4                 | 0                 | CI                             | 3                              | 0                              | 44    | 4     |
| 1997-1998             | RC Strasbourg         | Division 1            | 30          | 2           | 1               | 0               | 1                 | 1                 | C3                             | 6                              | 0                              | 38    | 3     |
| 1998-1999             | RC Strasbourg         | Division 1            | 32          | 0           | 1               | 0               | 1                 | 0                 | -                              | -                              | -                              | 34    | 0     |
| 1999-2000             | Paris SG              | Division 1            | 16          | 0           | -               | -               | 1                 | 0                 | -                              | -                              | -                              | 17    | 0     |
| 2000-2001             | Paris SG              | Division 1            | 4           | 0           | -               | -               | -                 | -                 | C1                             | 1                              | 0                              | 5     | 0     |
| 2001-2002             | Standard de Liège     | Ligue Jupilier        | 30          | 1           | -               | -               | -                 | -                 | C3                             | 4                              | 0                              | 34    | 1     |
| 2002-2003             | Standard de Liège     | Ligue Jupilier        | 26          | 0           | -               | -               | -                 | -                 | -                              | -                              | -                              | 26    | 0     |
| 2003-2004             | Standard de Liège     | Ligue Jupilier        | 10          | 0           | -               | -               | -                 | -                 | -                              | -                              | -                              | 10    | 0     |
| Total sur la carrière | Total sur la carrière | Total sur la carrière | 276         | 8           | 5               | 0               | 7                 | 1                 | -                              | 18                             | 0                              | 306   | 9     |